# Al-Tahaddy Benghazi
El Attahaddy Benghazi es un equipo de fútbol de Libia que juega en la Liga Premier de Libia, la liga de fútbol más importante del país.

## Historia
Fue fundado en la ciudad de Bengasi en el año 1954 y es un equipo que cuenta con 4 títulos de liga y una supercopa local, además de estar en 4 torneos continentales, aunque si éxito.
Posee una fuerte rivalidad de ciudad con el Al-Ahly en el llamado Derby de Bengasi.

## Palmarés
- Liga Premier de Libia: 4

1968, 1977, 1997, 2017
- Copa de Libia: 0
  - Finalista: 1

1999
- Supercopa Libia: 1

1997

## Participación en competiciones de la CAF
| Temporada | Torneo                            | Ronda      | Club          | Casa | Visita | Global |
| --------- | --------------------------------- | ---------- | ------------- | ---- | ------ | ------ |
| 1969      | Copa Africana de Clubes Campeones | 1          | Ismaily SC    | 0-3  | 0-5    | 0-8    |
| 1978      | Copa Africana de Clubes Campeones | 1          | Medr Babur    | 3-1  | 2-3    | 5-4    |
| 1978      | Copa Africana de Clubes Campeones | 2          | JE Tizi-Ouzou | 0-2  | 0-1    | 0-3    |
| 2002      | Copa CAF                          | 1          | FUS Rabat     | 1-3  | 1-1    | 2-4    |
| 2018      | Liga de Campeones de la CAF       | Preliminar | Aduana Stars  | 1-0  | 0-2    | 1-2    |